# 270373 William
270373 William è un asteroide della fascia principale. Scoperto nel 2002, presenta un'orbita caratterizzata da un semiasse maggiore pari a 1,989777 UA e da un'eccentricità di 0,081415, inclinata di 21,108341° rispetto all'eclittica.
Fa parte della famiglia di asteroidi Hungaria.
L'asteroide è dedicato all'astronomo William Edmonds.